# Danske Fodbold Fanklubber
Danske Fodbold Fanklubber (eller DFF) er en paraplyorganisation for fanklubber, fangrupperinger, der er anerkendte af de danske fodboldklubber, de repræsenterer. Klubber der til en hver tid deltager i Superligaen, 1. & 2. division, Danmarksserien, landsholdet samt Elitedivisionen for damer i fodbold under Dansk Boldspil Union

## DFFs medlemmer
Der optages kun fanklubber/grupperinger med minimum 25 betalende medlemmer, som officielt er blevet anerkendt af deres respektive fodboldklubber placeret i henholdsvis Superligaen, 1. division, 2. division, 3. division, Danmarksserien og Elitedivisionen. Endvidere kan demokratisk organiserede fanklubber indstilles til optagelse, og optages såfremt generalforsamlingen godkender det. Der er i øjeblikket 30 fanklubber med i DFF inklusive landsholdets fanklub, De Danske Roligans. Disse fanklubber repræsenterer i alt over 50.000 medlemmer.[kilde mangler]
- AB Forever (Akademisk Boldklub)
- AGF Fanclub Aarhus (AGF)
- B.93 Fanklub (B.93)
- BK Frem Support (Boldklubben Frem)
- Black Wolves (FC Midtjylland)
- Blue Knights (Esbjerg fB)
- Brøndby Support (Brøndby IF)
- De Blå/Hvide Engle (Fremad Amager)
- De Danske Roligans (Danmarks fodboldlandshold)
- De Grønne fra Næstved (Næstved BK
- De Grønne Supportere (Boldklubben Avarta)
- De Stribede (OB)
- Fanafdelingen i Brøndbyernes IF (Fanafdelingen) (Brøndby IF)
- Fanklubben Den Gule Fare (AC Horsens)
- FC Helsingør Fodboldfans (FC Helsingør)
- FC Roskilde Fan Club (FC Roskilde)
- F.C. København Fan Club (F.C. København)
- Fynske Roligans (Danmarks fodboldlandshold)
- HB Køge Support (Svanerne) (HB Køge)
- Hvidovre Fanklub (Hvidovre IF)
- Lyngby Fans (Lyngby Boldklub)
- Randers FC Support (Randers FC)
- Rebels United (Hobro IK)
- Roligan Kolding (Danmarks fodboldlandshold)
- Roliganklubben Bornholm (Danmarks fodboldlandshold)
- Roliganklubben Trekanten (Danmarks fodboldlandshold)
- Silkeborg Sifosis (SIFosis) (Silkeborg IF)
- SønderjyskE Fodbold Support (SønderjyskE)
- The Crazy Reds (Vejle Boldklub)
- The Green Pride (Viborg FF)
- Wild Tigers (FC Nordsjælland)
- AaB Support Club (Aalborg Boldklub)

### Tidligere medlemmer
Tidligere medlemmer af DFF inkluderer:
- FAN Fyn (FC Fyn)
- Herfølge Support (Herfølge Boldklub)
- Køge Support (-2007, Køge Boldklub)
- Blue Vikings (1994-2016, Lyngby Boldklub)
- Red Viking (FC Vestsjælland)
- Tigers (Odense Boldklub)

## Kritik af DFF

### AaB Support Club's (ASC) udmeldelse
Den 14. maj 2011 meldte ASC sig ud af DFF, begrundelsen for udmeldelsen var at ASC ikke længere kunne se at Danske Fodbold Fanklubber, DFF, kunne varetage foreningens interesser, samt at ASC ikke fik talt deres sag igennem DFF.

### Tigers (OB) Udmeldelse
Den 11. februar 2009 meddelte OB's officielle fanklub Tigers, at man ikke ønskede at fortsætte samarbejdet med DFF. Årsagen skal bl.a. i findes i DFF's håndtering af Tigers deltagelse i Eurostand, en aktion for danske fans rettigheder til at overvære fodboldkampe under respektable forhold. Tigers er ydermere uenige i nogle af punkterne i DFF sikkerhedsudvalgets 12-punktsplan og har ligeledes ytret en overordnet kritik af DFF's syn på fankultur.

### Hooliganregister
Landets største enkeltstående samling af danske fodboldfans, Brøndby Support, der ikke er en del af DFF, har udtalt sig kritisk om DFF's holdning til lov om sikkerhed ved bestemte sportsbegivenheder (Hooliganregisteret). Brøndby Support udtrykte manglende forståelse for, at DFF accepterede den krænkelse af retsikkerheden for danske fodboldfans som Brøndby Support mente lovgivningen indebar.

### AaB Support Club og Brøndby Support's genindmeldelse
Den 1. juli 2012 meldte AaB Support Club og Brøndby Support sig ind i DFF igen , efter at begge fanklubber havde været i dialog med DFF og krævet at DFF i langt højere grad deltog i og fokuserede på arbejdet med fansrettigheder og fanpolitik i det hele taget. Samtidig ønskede begge fanklubber, at det var muligt for uofficielle fangrupper at blive en del af DFF, såfremt de kan tilslutte sig de grundlæggende principper og ønskede at arbejde med den positive fankultur. DFF har ændret deres vedtægter på generalforsamlingen den 9. september 2012 